# 下仁田厚生病院
下仁田厚生病院（しもにたこうせいびょういん）は、群馬県甘楽郡下仁田町にある医療機関である。

## 診療科
出典
- 内科
- 呼吸器内科
- 消化器内科
- 糖尿病内科
- 循環器内科
- 小児科
- 外科
- 消化器外科
- 整形外科
- 眼科
- 泌尿器科
- 皮膚科
- リハビリテーション科

## 医療機関の指定
出典
| 保健医療機関           | 生活保護法指定医療機関 |
| 結核予防法指定医療機関 | 特定疾患医療指定機関   |
| 労災指定医療機関       | 第二次救急医療機関     |
| 診療・検査医療機関     | 身体障害福祉法指定医   |
| 介護医療院             |                        |

## 交通
出典
- 私鉄上信電鉄　下仁田駅　徒歩3分
- 上信越自動車道下仁田ICより車で10分